# 卡米納
卡米納（Kamina）是剛果民主共和國上洛馬米省的城市和首府，座標8°44′19″S 24°59′26″E / 8.73861°S 24.99056°E。
卡米納是重要的鐵路樞紐，城內有兩個機場，一個是民用的卡米納機場，另一個是卡米納軍用機場。

## 外部連結
- FallingRain Map - elevation = 1095m (Red dots are railways) （页面存档备份，存于）